# Тракторное (Днепропетровская область)
Тракторное (укр. Тракторне) — село,
Мопровский сельский совет,
Солонянский район,
Днепропетровская область,
Украина.
Код КОАТУУ — 1225083808. Население по переписи 2001 года составляло 99 человек .

## Географическое положение
Село Тракторное находится на одном из истоков реки Тритузная,
на расстоянии в 2 км от села Григоровка.
Река в этом месте пересыхает, на ней сделана запруда.
Рядом проходит автомобильная дорога Т-0809.